# Батагур звичайний
Батагур звичайний (Batagur baska) — вид черепах з роду Батагури родини Азійські прісноводні черепахи. Має 2 підвиди. Інші назви «азійська річкова черепаха», «велетенська річкова черепаха», «мангрова водяна черепаха».

## Опис
Загальна довжина панцира сягає 75 см. Голова помірного розміру, трохи витягнута. Панцир сплощений, гладенький і обтічний. На ногах розвинені перетинки. Ця черепаха також має сильні кігті. У молодих черепах по середині карапаксу тягнеться значний кіль. У дорослих він значно менший. Пластрон великий, опуклий, попереду обрізаний.
Карапакс має оливково-коричневе забарвлення (у самців темніших відтінків). Пластрон жовтуватий.

## Спосіб життя
Полюбляє річки, їх гирла, зустрічається у солонуватій воді. Весь час проводить у воді. Дорослі харчуються здебільшого водяними рослинами, молоді черепахи — рибою та комахами.
Виходить на берег тільки у період парування — у лютому-березні. Самиця відкладає від 10 до 20 яєць у вириту нею ямку на піщаному березі. За сезон вона робить до 3 кладок.
М'ясо і яйця місцеві жителі вживають в їжу. У зв'язку з необмеженим полюванням на цю черепаху її чисельність значно скоротилася й стала загрозливою. Тому її включено до Червоної книги.

## Розповсюдження
Мешкає у Східній Індії, Бангладеш, М'янмі, Таїланді, В'єтнамі, Камбоджі, Західній Малайзії, Індонезії (о. Суматра).

## Підвиди
- Batagur baska baska
- Batagur baska ranongensis